# The Mountain Goats
I The Mountain Goats sono un gruppo musicale folk rock statunitense fondato nel 1991 da John Darnielle nella cittadina californiana di Claremont. Il nome è preso dal brano Big Yellow Coat di Screamin' Jay Hawkins. Per molti anni Darnielle è stato l'unico membro della band ed ha collaborato, di volta in volta, con vari musicisti tra cui il bassista Peter Hughes, il batterista Jon Wurster, il cantautore Franklin Bruno, la bassista e cantante Rachel Ware, il cantautore John Vanderslice, la chitarrista Kaki King e Annie Clark.
Negli anni novanta erano conosciuti per i lavori lo-fi registrati su radioregistratore portatile e pubblicati su cassette o vinili a 7" per varie etichette. Dal 2002, anno dell'uscita di Tallahassee per la 4AD, il gruppo è passato ad un approccio più professionale con suoni più curati e puliti.

## Membri
- John Darnielle – voce, chitarra, tastiere
- Peter Hughes – basso, seconda voce
- Jon Wurster - batteria

### Membri passati e collaborazioni
- Rachel Ware – basso, cori
- The Bright Mountain Choir
- The North Mass Mountain Choir
- Franklin Bruno – piano
- Lalitree Darnielle – banjo
- Alastair Galbraith – violino
- John Vanderslice
- Erik Friedlander – violoncello
- Scott Solter
- Alex Decarville
- Richard Colburn – percussioni
- Christopher McGuire – percussioni
- Nora Danielson – violino
- Maggie Doyle – Keytar
- Kaki King

## Discografia

### Album in studio
- 1991 - Taboo VI: The Homecoming (Shrimper Records)
- 1992 - The Hound Chronicles (Shrimper Records)
- 1993 - Hot Garden Stomp (Shrimper Records)
- 1994 - Zopilote Machine (Ajax Records)
- 1995 - Sweden (Shrimper Records)
- 1996 - Nothing for Juice (Ajax Records)
- 1997 - Full Force Galesburg (Emperor Jones)
- 2000 - The Coroner's Gambit (Absolutely Kosher)
- 2002 - All Hail West Texas (Emperor Jones)
- 2002 - Tallahassee (4AD)
- 2004 - We Shall All Be Healed (4AD)
- 2005 - The Sunset Tree (4AD)
- 2005 - Come, Come to the Sunset Tree (4AD)
- 2006 - Get Lonely (4AD)
- 2008 - Heretic Pride (4AD)
- 2009 - The Life of the World to Come (4AD)
- 2010 - Stereo Love  (4AD)
- 2011 - All Eternals Deck (Merge)
- 2012 - Transcendental Youth (Merge)
- 2015 - Beat the Champ (Merge)
- 2017 - Goths (Merge)
- 2019 - In League with Dragons (Merge)
- 2020 - Getting Into Knives
- 2021 - Dark in Here
- 2022 - Bleed Out
- 2023 - Jenny from Thebes